# Сиџ Мајл Ран (Њу Џерзи)
Сиџ Мајл Ран (енгл. Six Mile Run) насељено је место без административног статуса у америчкој савезној држави Њу Џерзи.

## Демографија
По попису из 2010. године број становника је 3.184.
| Група             | 2000.    | 2010.         |
| Белци             | 0 (0,0%) | 1.038 (32,6%) |
| Афроамериканци    | 0 (0,0%) | 1.078 (33,9%) |
| Азијати           | 0 (0,0%) | 752 (23,6%)   |
| Хиспаноамериканци | 0 (0,0%) | 284 (8,9%)    |
| Укупно            | 0        | 3.184         |